# 469

## Събития
- Построени са Дългите стени.
- Тиудимир става крал на остготите в Панония.